# Battlefield 6
Battlefield 6 es un próximo videojuego de disparos en primera persona desarrollado por Battlefield Studios y publicado por Electronic Arts. Es la decimotercera entrega de la serie Battlefield, tras Battlefield 2042 (2021).

## Mercadotecnia
El 3 de febrero de 2025, EA anunció una iniciativa conocida como Battlefield Labs, una prueba de juego mundial de acceso cerrado de un próximo título de Battlefield. La revelación también confirmó que el juego estaba siendo desarrollado por cuatro desarrolladores bajo la marca Battlefield Studios: DICE, Ripple Effect Studios, Motive Studio y Criterion Games.  En el vídeo de presentación, se pudo ver un gameplay de una versión prealfa de Battlefield 6. Durante esta presentación, se confirmó información sobre la ambientación de la guerra moderna del juego. En marzo de 2025, los probadores del juego filtraron imágenes preliminares del juego en Battlefield Labs.
El 19 de julio de 2025, el título del juego se filtró anticipadamente cuando EA envió paquetes a influencers con el logotipo de Battlefield 6. El 21 de julio, Battlefield Studios anunció que el próximo título tendría una beta abierta antes del día del lanzamiento.
El juego se reveló oficialmente como Battlefield 6 el 22 de julio de 2025, cuando EA reveló el key art del juego y una fecha para el próximo tráiler de presentación, cuyo lanzamiento fue el 24 de julio de 2025.
El 23 de julio de 2025, se publicó un avance adicional en las redes sociales de Battlefield. Este indicaba que el conflicto central involucraría a la OTAN y a una coalición llamada Pax Armata, que incluye a antiguos miembros de la OTAN, como Francia.

## Lanzamiento
Battlefield 6 está programado para su lanzamiento el 10 de octubre de 2025 para PlayStation 5, Xbox Series X/S y Windows a través de Steam y Epic Games Store. Según IGN y GamesRadar+, el juego costará $79,99 USD, y una edición especial costará $109,99 USD.